# Incredible Bongo Band
A Incredible Bongo Band, também conhecida como Michael Viner's Incredible Bongo Band, foi um projeto iniciado em 1972 por Michael Viner, diretor artístico e executivo na gravadora MGM Records. Viner foi chamado para fazer a trilha sonora do filme B The Thing With Two Heads. A sonoridade da banda consistia de funk instrumental. Muitas faixas eram covers de canções populares da época caracterizadas pela presença forte de bongôs, congas, bateria e metais.

## História
A banda lançou dois álbuns: Bongo Rock em 1973 e Return of the Incredible Bongo Band em 1974. O instrumental "Bongo Rock", co-escrito por  Art Laboe e Preston Epps e lançado por Epps em 1959, um sucesso que ficou entre os Top 40, ganhou uma versão cover da Incredible Bongo Band (conhecido como "Bongo Rock '73" no álbum) e teve algum sucesso nos Estados Unidos em 1973 e  sucesso substancial no Canadá (#20).
Michael Viner usava os estúdios de gravação da MGM Records quando não estavam sendo utilizados, recrutando qualquer músico de estúdio que estivessem disponíveis. Isto aparentemente incluiu muitos artistas de sucesso, todos sem créditos. Contribuições importantes foram feitas por Jim Gordon na bateria e King Errisson nos bongôs. Existem rumores de que Ringo Starr também tenha tocado em algumas faixas, especialmente em "Kiburi". As sessões de "tempo livre" continuaram por algum tempo, até que a alta administração finalmente cedeu ao projeto.
Outros músicos envolvidos nas sessões, como mostrado no documentário Sample This, incluem:
- Mike Melvoin - teclados
- Joe Sample - piano
- Robbie King - orgão
- Mike Deasy - guitarra
- Dean Parks - guitarra
- David T. Walker - guitarra
- Bobbye Hall - percussão
- Ed Greene - bateria
- Kat Hendrikse - bateria
- Wilton Felder - baixo
- Jerry Scheff - baixo
- Steve Douglas - saxofone, arranjador

Músicos citados nos encartes  incluem:
- Glen Campbell, guitarra
- John Lennon, mixagem
- Don Coster, arranjos
- Harry Nilsson, arranjos
- Hal Blaine, bateria
- Michael Viner, baixo, bongos
- Perry Botkin Jr., bongos
- Michael Omartian, teclados

Esta nunca foi uma banda de verdade. Assim que o produto musical foi finalmente lançado, uma banda falsa foi arranjada e fotografada. Estas fotos podem ser vistas nas artes dos álbuns e em publicidades da banda.
O primeiro álbum da Incredible Bongo Band incluía uma cover de "Apache", uma faixa instrumental escrita por Jerry Lordan e originalmente popularizada pelo grupo britânico The Shadows, e nos Estados Unidos e Canadá por Jørgen Ingmann. Eles gravaram a canção no Can-Base Studios em Vancouver levando em conta as leis de conteúdo canadense, o que os ajudou a promover seu sucesso anterior, "Bongo Rock." A versão do grupo para "Apache" (produzida por Perry Botkin Jr.) não foi um sucesso na época de seu lançamento, e permaneceu em relativa obscuridade até o final dos anos 1970, quando foi adotada pelos primeiros artistas de hip hop, incluindo o pioneiro DJ Kool Herc, por seu longo e incomum break na metade da canção. Subsequentemente, muitas das outras gravações da Incredible Bongo Band foram sampleadas por produtores de hip-hop, e o "Apache" break também permanece como a parte principal de muitas produções de drum and bass. A canção ganhou atenção popular novamente em 2001 quando foi usada em um comercial do Acura SUV. Em 2008, o crítico musical Will Hermes fez um artigo sobre  "Apache" e a Incredible Bongo Band para o New York Times.

## Discografia

### Bongo Rock
Lançamento: 1973
1. "Let There Be Drums"
2. "Apache"
3. "Bongolia"
4. "Last Bongo in Belgium"
5. "Dueling Bongos"
6. "In-A-Gadda-Da-Vida"
7. "Raunchy '73"
8. "Bongo Rock '73"

Bongo Rock também faz parte da lista do livro de Robert Dimery 1001 Albums You Must Hear Before You Die.

### The Return of the Incredible Bongo Band
Lançamento: 1974
1. "Kiburi"
2. "When the Bed Breaks Down, I'll Meet You in the Spring"
3. "Sing, Sing, Sing"
4. "Pipeline"
5. "Wipe Out"
6. "Hang Down Your Head Tom Dooley, Your Tie's Caught In Your Zipper"
7. "Slightly Reminiscent of Topsy, Parts One, Two And Three"
8. "Sharp Nine"
9. "(I Can't Get No) Satisfaction"
10. "Got The Sun in the Morning and the Daughter At Night"
11. "Ohkey Dokey"

### Bongo Rock(Coletânea de 2006)

#### LP
A1. "Apache"

A2. "Let There Be Drums"

A3. "Bongolia"

A4. "Wipe Out"

B1. "Dueling Bongos"

B2. "In-A-Gadda-Da-Vida"

B3. "Raunchy '73"

C1. "Last Bongo in Belgium"

C2. "Bongo Rock '73"

C3. "Hang Down Your Head Tom Dooley, Your Tie's Caught in Your Zipper"

C4. "Sharp Nine"

D1. "Kiburi"

D2. "Sing, Sing, Sing"

D3. "(I Can't Get No) Satisfaction"

D4. "Ohkey Dokey"

D5. "When the Bed Breaks Down, I'll Meet You in the Spring"

#### Coletânea de 2001 em CD
1. "Let There Be Drums"
2. "Bongolia"
3. "Kiburi"
4. "Apache"
5. "Sing, Sing, Sing"
6. "Dueling Bongos"
7. "In-A-Gadda-Da-Vida"
8. "Raunchy '73"
9. "Bongo Rock '73"
10. "Hang Down Your Head Tom Dooley, Your Tie's Caught in Your Zipper"
11. "Sharp Nine"
12. "Okey Dokey"
13. "Pipeline"
14. "When the Bed Breaks Down, I'll Meet You in the Spring"
15. "(I Can't Get No) Satisfaction"
16. "Wipe Out"
17. "Last Bongo in Belgium"
18. "Got the Sun in the Morning and the Daughter at Night"
19. "Slightly Reminiscent of Topsy"

#### Relançamento em 2006
1. "Apache"
2. "Let There Be Drums"
3. "Bongolia"
4. "Last Bongo in Belgium"
5. "Dueling Bongos"
6. "In-A-Gadda-Da-Vida"
7. "Raunchy '73"
8. "Bongo Rock '73"
9. "Kiburi"
10. "Sing, Sing, Sing"
11. "(I Can't Get No) Satisfaction"
12. "Wipe Out"
13. "When the Bed Breaks Down, I'll Meet You in the Spring"
14. "Pipeline"
15. "Ohkey Dokey"
16. "Sharp Nine"
17. "Hang Down Your Head Tom Dooley, Your Tie's Caught in Your Zipper"
18. "Apache (Grandmaster Flash Remix)"
19. "Last Bongo in Belgium (Breakers Mix)"